# Mavia (reine)
Pour les articles homonymes, voir Mavia.
Mavia, Mauia ou Mawiya, morte en 425, est une reine arabe tanukhide du IVe siècle. Avec Zénobie de Palmyre, elle est considérée comme l'une des femmes les plus influentes de l'Antiquité tardive arabe.

## Biographie
al-Hawari, un phylarque allié de l'Empire romain, est le dernier roi de la confédération tanukhide qui occupe en semi-nomade le Sud de la Syrie dans la seconde moitié du IVe siècle. Lorsqu'il meurt en 375 sans descendance, son épouse Mavia est nommée à la tête de la confédération et dirige une révolte contre les Romains qui s'étend au Levant. Son peuple ravage les cités de Phénicie, de Palestine et de l'est de l'Égypte. 
Elle ne consent à la paix qu'à la condition qu'un certain Moïse soit nommé évêque, s'il n'est pas consacré par l’archevêque arien d'Alexandrie Lucius. 
On signale la présence d'un corps de Saracènes envoyé par elle pour protéger Constantinople en 378 contre les Goths. Selon une inscription grecque d'un sanctuaire d'Anasartha, elle meurt en 425.